# Campionato sudamericano per club 2018 (pallavolo femminile)
Il campionato sudamericano per club 2018 si è svolto dal 20 al 24 febbraio 2018 a Belo Horizonte, in Brasile: al torneo hanno partecipato sei squadre di club sudamericane e la vittoria finale è andata per la prima volta al Minas.

## Impianti
|                                                                                        |  |  |
|                                                                                        |  |  |
| Arena Juscelino Kubitschek Città: Belo Horizonte Capienza: 4 000 Anno d'apertura: 1952 |  |  |

## Regolamento

### Formula
Le squadre hanno disputato una prima fase a gironi con formula del girone all'italiana; al termine della prima fase:
- Le prime due classificate di ogni girone hanno acceduto alla fase finale per il primo posto strutturata in semifinali, finale per il terzo posto e finale.
- L'ultima classificata di ogni girone ha acceduto alla finale per il quinto posto.

### Criteri di classifica
Se il risultato finale è stato di 3-0 o 3-1 sono stati assegnati 3 punti alla squadra vincente e 0 a quella sconfitta, se il risultato finale è stato di 3-2 sono stati assegnati 2 punti alla squadra vincente e 1 a quella sconfitta.
L'ordine del posizionamento in classifica è stato definito in base a:
- Punti;
- Numero di partite vinte;
- Ratio dei set vinti/persi;
- Ratio dei punti realizzati/subiti.

## Squadre partecipanti
| Squadra           | Qualificazione                                                   | Ultima partecipazione                 |
| ----------------- | ---------------------------------------------------------------- | ------------------------------------- |
| Boca Juniors      | 3ª alla Liga Femenina de Voleibol Argentino 2017                 | Campionato sudamericano per club 2017 |
| Gimnasia La Plata | Vincitrice Liga Femenina de Voleibol Argentino 2017              | Campionato sudamericano per club 2016 |
| San Simón         | Vincitrice Liga Superior Femenina del Voleibol Boliviano 2016-17 | Debutto                               |
| Minas             | Squadra organizzatrice                                           | Debutto                               |
| Rio de Janeiro    | Vincitrice Superliga Série A 2016-17                             | Campionato sudamericano per club 2017 |
| Regatas Lima      | Vincitrice Liga Nacional Superior 2016-17                        | Campionato sudamericano per club 2009 |

## Torneo

### Fase a gironi
| Girone A     | Girone B          |
| ------------ | ----------------- |
| Boca Juniors | Rio de Janeiro    |
| Minas        | Gimnasia La Plata |
| Regatas Lima | San Simón         |

#### Girone A

##### Risultati
| 20 febbraio 2018 Arena Juscelino Kubitschek, Belo Horizonte Durata: ? - Spettatori: ? | Minas        | 3 - 0 | Regatas Lima | 25-22, 25-13, 25-14        |
| 21 febbraio 2018 Arena Juscelino Kubitschek, Belo Horizonte Durata: ? - Spettatori: ? | Minas        | 3 - 0 | Boca Juniors | 25-7, 25-16, 25-12         |
| 22 febbraio 2018 Arena Juscelino Kubitschek, Belo Horizonte Durata: ? - Spettatori: ? | Regatas Lima | 3 - 1 | Boca Juniors | 25-23, 25-18, 19-25, 25-21 |

##### Classifica
| Pos | Squadra      | Pt | G | V | P | SV | SP | Ratio | PF  | PS  | Ratio |
| --- | ------------ | -- | - | - | - | -- | -- | ----- | --- | --- | ----- |
| 1   | Minas        | 6  | 2 | 2 | 0 | 6  | 0  | MAX   | 150 | 84  | 1.785 |
| 2   | Regatas Lima | 3  | 2 | 1 | 1 | 3  | 4  | 0.750 | 143 | 162 | 0.882 |
| 3   | Boca Juniors | 0  | 2 | 0 | 2 | 1  | 6  | 0.166 | 122 | 169 | 0.721 |

#### Girone B

##### Risultati
| 20 febbraio 2018 Arena Juscelino Kubitschek, Belo Horizonte Durata: ? - Spettatori: ? | Gimnasia La Plata | 3 - 0 | San Simón         | 25-11, 25-12, 25-16 |
| 21 febbraio 2018 Arena Juscelino Kubitschek, Belo Horizonte Durata: ? - Spettatori: ? | Rio de Janeiro    | 3 - 0 | Gimnasia La Plata | 25-13, 25-15, 25-17 |
| 22 febbraio 2018 Arena Juscelino Kubitschek, Belo Horizonte Durata: ? - Spettatori: ? | Rio de Janeiro    | 3 - 0 | San Simón         | 25-6, 25-14, 25-12  |

##### Classifica
| Pos | Squadra           | Pt | G | V | P | SV | SP | Ratio | PF  | PS  | Ratio |
| --- | ----------------- | -- | - | - | - | -- | -- | ----- | --- | --- | ----- |
| 1   | Rio de Janeiro    | 6  | 2 | 2 | 0 | 6  | 0  | MAX   | 150 | 77  | 1.948 |
| 2   | Gimnasia La Plata | 3  | 2 | 1 | 1 | 3  | 3  | 1.000 | 120 | 114 | 1.052 |
| 3   | San Simón         | 0  | 2 | 0 | 2 | 0  | 6  | 0.000 | 71  | 150 | 0.473 |

### Fase finale

#### Finale 1º e 3º posto
|  | Semifinali        | Semifinali        | Semifinali     |                |       | Finale 1º/2º posto | Finale 1º/2º posto | Finale 1º/2º posto |  |
|  |                   |                   |                |                |       |                    |                    |                    |  |
|  | Minas             | Minas             | 3              |                |       |                    |                    |                    |  |
|  | Minas             | Minas             | 3              |                |       |                    |                    |                    |  |
|  | Gimnasia La Plata | Gimnasia La Plata | 0              |                |       |                    |                    |                    |  |
|  | Gimnasia La Plata | Gimnasia La Plata | 0              |                | Minas | Minas              | 3                  |                    |  |
|  |                   |                   |                |                | Minas | Minas              | 3                  |                    |  |
|  |                   |                   | Rio de Janeiro | Rio de Janeiro | 2     |                    |                    |                    |  |
|  | Rio de Janeiro    | Rio de Janeiro    | Rio de Janeiro | Rio de Janeiro | 2     | 3                  |                    |                    |  |
|  | Rio de Janeiro    | Rio de Janeiro    |                |                |       | 3                  |                    |                    |  |
|  | Regatas Lima      | Regatas Lima      | 0              |                |       | Finale 3º/4º posto | Finale 3º/4º posto | Finale 3º/4º posto |  |
|  | Regatas Lima      | Regatas Lima      | 0              |                |       |                    |                    |                    |  |
|  |                   |                   |                |                |       |                    |                    |                    |  |
|  |                   |                   |                |                |       | Gimnasia La Plata  | Gimnasia La Plata  | 0                  |  |
|  |                   |                   |                |                |       | Gimnasia La Plata  | Gimnasia La Plata  | 0                  |  |
|  |                   |                   |                |                |       | Regatas Lima       | Regatas Lima       | 3                  |  |

##### Semifinali
| 23 febbraio 2018 Arena Juscelino Kubitschek, Belo Horizonte Durata: ? - Spettatori: ? | Minas          | 3 - 0 | Gimnasia La Plata | 25-14, 25-13, 25-11 |
| 23 febbraio 2018 Arena Juscelino Kubitschek, Belo Horizonte Durata: ? - Spettatori: ? | Rio de Janeiro | 3 - 0 | Regatas Lima      | 25-13, 25-8, 25-9   |

##### Finale 3º posto
| 24 febbraio 2018 Arena Juscelino Kubitschek, Belo Horizonte Durata: ? - Spettatori: ? | Gimnasia La Plata | 0 - 3 | Regatas Lima | 19-25, 15-25, 15-25 |

##### Finale
| 24 febbraio 2018 Arena Juscelino Kubitschek, Belo Horizonte Durata: ? - Spettatori: ? | Minas | 3 - 2 | Rio de Janeiro | 25-23, 22-25, 25-23, 15-25, 15-9 |

#### Finale 5º posto
| 23 febbraio 2018 Arena Juscelino Kubitschek, Belo Horizonte Durata: ? - Spettatori: ? | Boca Juniors | 3 - 0 | San Simón | 25-10, 25-11, 25-17 |

## Classifica finale
| Pos | Squadre           | Qualificazione                |
| --- | ----------------- | ----------------------------- |
|     | Minas             | Coppa del Mondo per club 2018 |
|     | Rio de Janeiro    |                               |
|     | Regatas Lima      |                               |
| 4   | Gimnasia La Plata |                               |
| 5   | Boca Juniors      |                               |
| 6   | San Simón         |                               |

## Premi individuali
| Premio                 | Nome                  | Squadra        |
| ---------------------- | --------------------- | -------------- |
| MVP                    | Caroline Gattaz       | Minas          |
| Miglior palleggiatrice | Mácris Carneiro       | Minas          |
| Miglior opposto        | Holly Toliver         | Regatas Lima   |
| Miglior schiacciatrice | Rosamaria Montibeller | Minas          |
| Miglior schiacciatrice | Drussyla Costa        | Rio de Janeiro |
| Miglior centrale       | Juciely Barreto       | Rio de Janeiro |
| Miglior centrale       | Mayhara da Silva      | Rio de Janeiro |
| Miglior libero         | Léia da Silva         | Minas          |